# Castell de Marsugà
El Castell de Marsugà era un castell medieval d'estil romànic del segle xi situat en el poble i comuna de Bulaternera, a la comarca del Rosselló, de la Catalunya del Nord.
Documentat des del 981 (Villa Marcugano), va ser bastit per a dominar el pas de la via Conflentana a llevant de Bulaternera. Actualment només en queden unes poques restes, anomenades els Castellars, a l'extrem oriental del terme, ran del de Sant Miquel de Llotes. Entre les ruïnes que n'han quedat hi ha l'arrencada de dues torres circulars.